# Doc Martin
Doc Martin ist eine britische Dramedy des Senders ITV, die von Dominic Minghella erfunden und von 2004 bis 2021 produziert wurde. Als Drehort diente hauptsächlich Port Isaac, das in der Serie den fiktiven Namen Portwenn trägt, und die Umgebung in der Grafschaft Cornwall.

## Handlung
Dr. Martin Ellingham beendet seine Karriere als äußerst erfolgreicher Chirurg in London, um in dem abgelegenen Fischerdorf Portwenn als Hausarzt Fuß zu fassen und den zuvor verstorbenen Dorfarzt zu ersetzen. Die genauen Beweggründe für diese Entscheidung erfährt der Zuschauer zunächst nicht, im Laufe der ersten Staffel stellt sich dann heraus, dass Ellingham eine Phobie gegen Blut entwickelt hat und daher seine bisherige Tätigkeit unmöglich weiterhin ausüben kann. Von den Dorfbewohnern gegen seinen Willen mit Vorliebe „Doc Martin“ genannt, wird der Soziophobiker in Portwenn nicht so recht warm. Schnell muss er feststellen, dass sein Vorgänger wohl nicht ausschließlich Anlaufstelle für medizinische Probleme, sondern auch für Dorfklatsch und eine Tasse Tee war. Kurz entschlossen, schon vor der fertigen Einrichtung seiner Praxis das Weite zu suchen, erkennt Ellingham, dass er im Dorf gebraucht wird.
Martin verbrachte in seiner Kindheit oft die Ferien bei seiner Tante Joan, die ihm nun angesichts der Unruhen unter der Dorfbevölkerung seelische Unterstützung leistet. Die Grundschullehrerin Louisa Glasson, auf die er ein Auge geworfen hat, erwidert zwar seine Gefühle, doch die beiden scheinen oft an ihren unterschiedlichen Persönlichkeiten zu scheitern. Und nicht zuletzt auch seine faule und unzuverlässige Sprechstundenhilfe Elaine macht Ellingham das Leben schwer. Sie wird ab Staffel 2 durch ihre Cousine Pauline Lamb ersetzt. Während der fünften Staffel übernimmt Morwenna Newcross den Posten der Sprechstundenhilfe in Martins Praxis.

## Entstehung
| Figur                                  | Darsteller          | Deutscher Sprecher                                                |
| -------------------------------------- | ------------------- | ----------------------------------------------------------------- |
| Dr. Martin Ellingham                   | Martin Clunes       | Armin Schlagwein                                                  |
| Louisa Ellingham geb. Glasson          | Caroline Catz       | Heide Domanowski                                                  |
| Joan Norton (Staffel 1–4)              | Stephanie Cole      | Katharina Lopinski                                                |
| Elaine Denham (Staffel 1)              | Lucy Punch          | Patrizia Carlucci                                                 |
| Pauline Lamb (Staffeln 2–4)            | Katherine Parkinson | Bianca Krahl                                                      |
| Morwenna Newcross (Staffel 4–10)       | Jessica Ransom      | Marieke Oeffinger                                                 |
| PC Mark Mylow (Staffel 1–2; 9.4)       | Stewart Wright      | Jacob Weigert                                                     |
| PC Joseph „Joe“ Penhale (Staffel 3–10) | John Marquez        | Dennis Schmidt-Foß                                                |
| Bert Large                             | Ian McNeice         | Engelbert von Nordhausen (Staffel 1–9) Hans Hohlbein (Staffel 10) |
| Al Large                               | Joe Absolom         | Nicola Devico Mamone                                              |
| Dr. Ruth Ellingham (Staffel 5–10)      | Eileen Atkins       | Karin Buchholz (Staffel 5–8) Sonja Deutsch (Staffel 9–10)         |

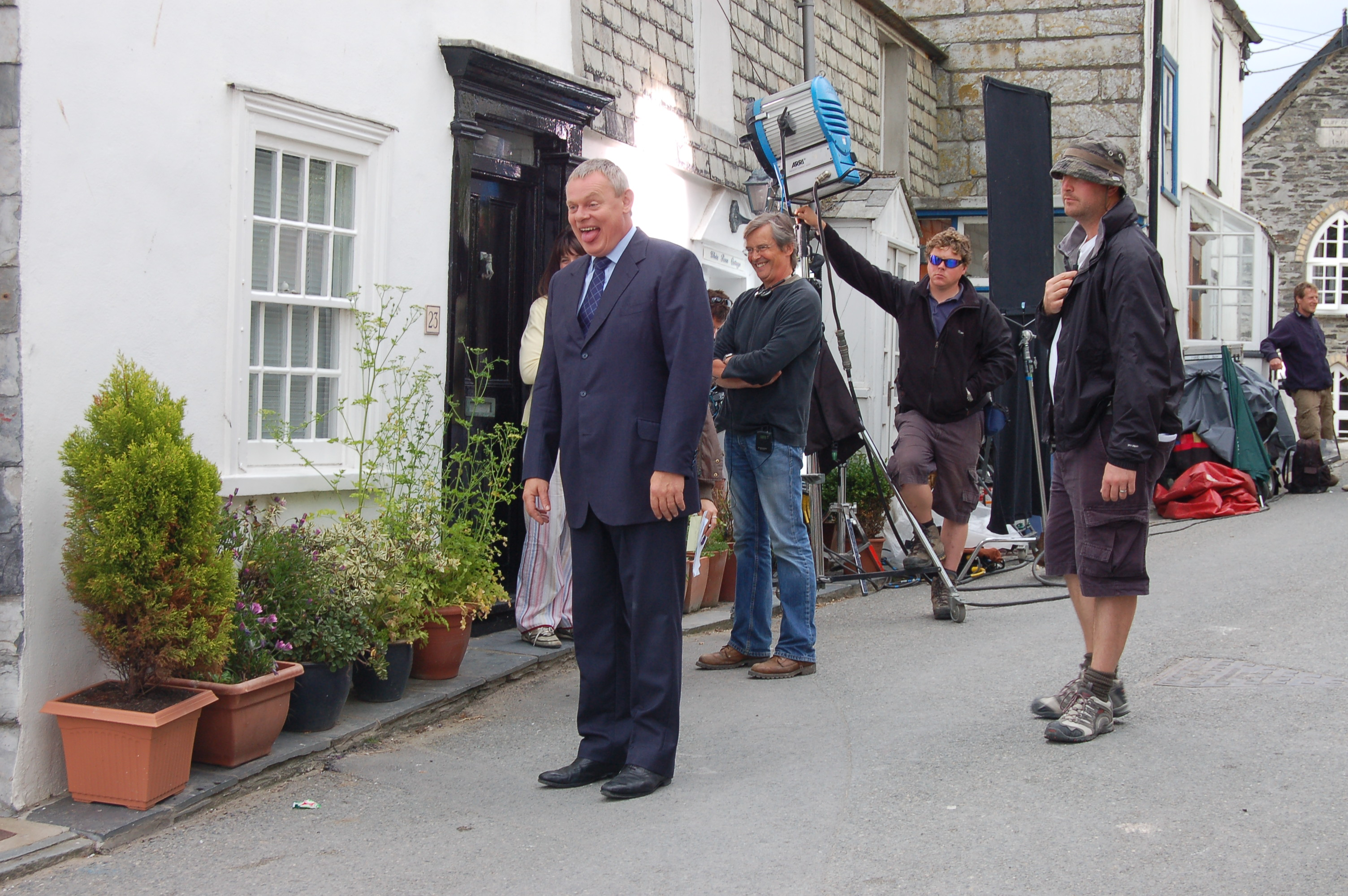
Martin Clunes 2007 bei den Dreharbeiten

Die Vorlage zur Figur des Dr. Martin Ellingham stammt aus dem Film Grasgeflüster von 2000, in dem Martin Clunes die Rolle des Dr. Martin Bamford spielte. Zwei britische Fernsehfilm-Prequels verschlugen die Figur nach Port Isaac, doch die Reihe wurde nach einem geplatzten Deal mit Sky zunächst nicht fortgesetzt. ITV nahm letztendlich die Grundidee wieder auf, nahm allerdings einige Änderungen vor. So ist Clunes’ Figur nicht nur die einzige, die bestehen bleibt, sondern sie selbst erfährt einige Umstrukturierungen. Der geänderte Name Ellingham ist ein Anagramm des Nachnamens von Drehbuchautor Dominic Minghella, der für diese charakterlichen Umstrukturierungen der Serienfigur und ihrer Vorgeschichte sowie die Schaffung des neuen Dorfes und seiner Einwohner verantwortlich war.
Die Serie hat einige Gastauftritte zu verzeichnen, darunter Celia Imrie, Roger Lloyd-Pack, Stephanie Leonidas, Ben Miller, Chris O’Dowd, Kenneth Cranham, David Bamber, Claire Bloom, Richard Johnson, Phyllida Law, Sophie Thompson, Gemma Jones, Miriam Margolyes und Sigourney Weaver sowie zahlreiche hauptsächlich im englischsprachigen Raum bekannte Personen.

## Veröffentlichung
Insgesamt wurden zehn Staffeln produziert und im britischen Fernsehen auf ITV ausgestrahlt. Während die erste Staffel sechs, die dritte Staffel sieben und die zehnte Staffel neun Episoden haben, bestehen die anderen Staffeln aus jeweils acht Episoden. Am 25. Dezember 2006 wurde zudem ein Spezial in Spielfilmlänge mit dem Titel On the Edge ausgestrahlt. Regie führte Ben Bolt, das Drehbuch schrieb Jack Lothian.
Im deutschsprachigen Raum wurde die Serie lange nicht gezeigt. Erst zwölf Jahre nach Serienstart, im November 2016, begann der Pay-TV-Sender Sky 1 mit der Ausstrahlung. Der Sender zeigte bis April 2017 die ersten sieben Staffeln mit kurzen Unterbrechungen hintereinander. Den Fernsehfilm strahlte Sky unter dem Titel Am Rande des Wahnsinns erstmals am 4. Juli 2017 aus. Im deutschen Free-TV war die Serie erstmals von Februar bis August 2018 auf Sat.1 Gold zu sehen. 2021 wurde mit der zehnten Staffel auch die letzte Staffel produziert, die Ende 2022 ausgestrahlt wurde.
In zahlreichen anderen Ländern wird oder wurde die Serie ausgestrahlt, darunter Australien, Neuseeland, Kanada, Italien, Ungarn, Russland, Malaysien, Belgien, Finnland, Estland, Norwegen, Dänemark, Rumänien, den USA, Bulgarien, Slowenien, Schweden, Tschechien, Polen, Venezuela, Argentinien, Kolumbien und Chile. In Hongkong ist die Serie auf dem Sender Hallmark Channel zu sehen.
Diverse Staffeln stehen für den nordamerikanischen Markt außerdem auf dem Videoportal Hulu, sowie auf Netflix und über Amazon zur Verfügung.
Alle 10 Staffeln sowie das Weihnachts-Special wurden in Großbritannien auf DVD (Regionalcode 2) veröffentlicht. Nach der Ausstrahlung im Fernsehen begann Polyband damit, die Staffeln auf DVD zu veröffentlichen (Staffel 1: 6 Episoden 05/2017, 2: 8 Ep. 07/2017, 3: 7 Ep. 09/2017, 4: 8 Ep. 01/2018, 5: 8 Ep. 03/2018, 6: 8 Ep. 05/2018, 7: 8 Ep. 07/2018, 8: 8 Ep. 11/2018, 9: 8 Ep. 07/2020, 10: 9 Ep. 12/2022).

## Auszeichnungen
2004 gewann die Serie den British Comedy Award in der Kategorie „Best TV Comedy Drama“, nominiert war sie außerdem in der Kategorie „Best New TV Comedy“. Im gleichen Jahr erhielt der Hauptdarsteller Martin Clunes die Auszeichnung Best TV Comedy Actor, hauptsächlich für seine Verkörperung von Dr. Martin Ellingham.

## Adaptionen
Es wurde von 2006 bis 2009 von Phoenix Film im Auftrag des ZDF eine deutsche Variante mit dem Titel Doktor Martin produziert, allerdings mangels Erfolgs nach zwei Staffeln wieder eingestellt. Auch in Spanien lief unter dem Namen Doctor Mateo eine Adaption des Serienstoffes. In Frankreich lief von 2011 bis 2015 eine Adaption mit Thierry Lhermitte in der Titelrolle, die es auf 26 Episoden brachte.